# Navin Yavapolkul
Navin Yavapolkul (tiếng Thái: นาวิน เยาวพลกุล; sinh ngày 8 tháng 2 năm 1979), nghệ danh Navin Tar (Tar: ต้าร์) là ca sĩ, diễn viên, giảng viên người Thái Lan.

## Tiểu sử
Navin Tar tốt nghiệp Khoa Kinh Tế trường Đại học Kasetsart với tấm bằng cử nhân loại ưu, Tar tiếp tục theo học chương trình Thạc sĩ taị trường Đại học Oregon State tại Mỹ. Năm 2011, Tar hoàn thành chương trình Tiến sĩ tại trường Đại học California, Davis. Ngoài công việc đóng phim, anh còn giảng dạy trường đại học Kasetsart. Có thể nói trong số các ngôi sao tại Thái, anh trong số ít ngôi sao có bằng tiến sĩ.
Ở sự nghiệp đóng phim, anh còn được biết đến qua phim: Lưới tình Catwalk, Ngoài vòng pháp luật, Mối tình mùa nước lũ... Anh có em trai là Tawin Yavapolkul, cũng theo đuổi sự nghiệp đóng phim.
Anh kết hôn với Passawee Payakbud ngày 25 tháng 3 năm 2017. Vợ chồng có con gái tên Pinnava Yavapolkul (Luca) và bé thứ hai sinh ngày 30/04/20.

## Sự nghiệp ca hát

### Album Solo
- Navin Tar (1997)
- Muan Dem Team Namkheng (1998)
- Variety (1998)
- Chuanchim (2000)
- Special Album: Love Status (Release date: ngày 5 tháng 10 năm 2011)

## Sự nghiệp đóng phim

### Phim điện ảnh
| Năm  | Phim                                                       | Vai    | Đóng với                                                             |
| ---- | ---------------------------------------------------------- | ------ | -------------------------------------------------------------------- |
| 2006 | The Innocent Killer                                        | Kim    | Pattarawarin Timkul                                                  |
| 2009 | Bang-en Rakmaisinsud                                       | Khajon | Natthakan Thayutajaruwit, Natthaweeranuch Thongmee                   |
| 2015 | Single Lady (Thoát ế chưa em)                              | Ken    | Arak Amornsupasiri, Patcharapa Chaichua                              |
| 2015 | LoveH2O                                                    | Jo     | Ananda Everingham, Toni Rakkaen, Nutprapas Tanatanamaharat           |
| 2016 | Buppha Ratree: A Haunting in Japan (Bắt ma Nhật kiểu Thái) | Ne     | Supassara Thanachart, Chaleumpol Tikumpornteerawong, Charlie Trairat |

### Phim truyền hình
| Năm  | Phim                                       | Vai                      | Đóng với                                          | Đài         |
| ---- | ------------------------------------------ | ------------------------ | ------------------------------------------------- | ----------- |
| 2000 | Tai Lom Mai Leuy Reun Sira                 | Arin / Erik / A          | Earn Kalyakorn                                    | CH7         |
| 2009 | Mae Ying Cô gái xinh đẹp                   | Eur Issara / Euer Itsira | Woranuch Wongsawan & Sornram Teppitak             | CH7         |
| 2011 | Kohn Teun Ngoài vòng pháp luật             | Capt. Phade Assawanan    | Punwarot Duaysienklao                             | CH5         |
| 2012 | Nam Kuen Hai Reab Ruk Mối tình mùa nước lũ | Dan                      | Navakotcharmon Chunkrongtam                       | CH5         |
| 2012 | Marnya Risaya Lưới tình Catwalk            | Oum                      | Namthip Jongrachatawiboon                         | CH5         |
| 2013 | The Story of Mahajanaka                    | Mahajanaka               |                                                   |             |
| 2013 | Pu Kong Jao Sanae                          | เสือคิด / สมคิด             | (khách mời)                                       | CH3         |
| 2014 | Love Blood                                 | พี่อาร์ต แฟนเก่ากอล์ฟ         | (khách mời)                                       | WorkpointTV |
| 2015 | Ngao Jai Dối tình                          | Angkoon                  | Arisara Thongborisut                              | OneHD       |
| 2015 | Club Friday The Series Season 6: The Liar  | Pao                      | Pattarasaya Kreursuwansiri & Apasiri Nitibhon     | GMM25       |
| 2017 | Fan Rak Fan Salai Giấc mộng tan vỡ         | Captain Pakorn           | Charebelle Lanlalin                               | CH3         |
| 2018 | Rak Chan Sawan Jat Hai                     | Pholthep                 | Phitchanat Sakhakon (khách mời)                   | CH8         |
| 2018 | Nang Barb                                  | Witsanu / Wanathep       | Wanpiya Oamsinnoppakul & Manasnan Panlertwongskul | CH3         |
| 2020 | Talay Prae Biển động / Biển xanh sâu thẳm  | Nontee (Non)             | Wongsakorn Poramathakorn & Yongwaree Anilbol      | AmarinTV    |

### Quảng cáo
- Oralmate (1999)
- Brand (2000)
- Klear Shampoo (2013)
- Userreen (2014)
- Suzuki Ciaz (2015)
- Minere (2016)
- Sunplay (2016)